# Hữu Liên
Hữu Liên là một xã thuộc tỉnh Lạng Sơn, Việt Nam.

## Địa lý
Xã Hữu Liên nằm ở phía bắc huyện Hữu Lũng, có vị trí địa lý:
- Phía đông giáp các huyện Chi Lăng và Văn Quan
- Phía tây giáp xã Yên Bình và huyện Bắc Sơn
- Phía nam giáp các xã Hòa Bình, Yên Thịnh và Yên Sơn
- Phía bắc giáp huyện Bắc Sơn.

Xã Hữu Liên có diện tích 66,73 km², dân số năm 1999 là 2.715 người, mật độ dân số đạt 41 người/km².
Theo thống kê năm 2019, xã Hữu Liên có diện tích 66,73 km², dân số là 3.519 người, mật độ dân số đạt 52 người/km².

## Lịch sử
Trước đây, xã Hữu Liên thuộc huyện Chi Lăng.
Ngày 11 tháng 9 năm 1989, xã chuyển sang trực thuộc huyện Hữu Lũng cho đến nay.